# ماژلانین
ماژلانین (به انگلیسی: Magellanine) یک ترکیب شیمیایی با شناسه پاب‌کم ۴۴۲۴۸۹ است. 